# Laroque-des-Albères
Laroque-des-Albères (på catalansk: La Roca d'Albera) er en by og kommune i departementet Pyrénées-Orientales i Sydfrankrig. Saint-Génis-des-Fontaines ligger i det gamle landskab Roussillon, som er den franske del af Catalonien.
Laroque er fra gammel tid en landbrugsby, men landbrugets betydning er i dag faldende. Det er stort set kun vin og frugt (abrikos, mandler, oliven og ferskener), som dyrkes kommercielt i dag. Alligevel er byens indbyggertal fordoblet siden 1970'erne. Mange mennesker er flyttet sydpå, tiltrukket af klimaet og livsstilen

## Geografi
Laroque-des-Albères ligger for foden af Albère-bjergene, som er en del af Pyrenæerne. Højeste punkt er det 1256 m høje Pic Néulous, som også er det højeste bjerg i Albère.
Mod nord ligger Saint-Génis-des-Fontaines, mod øst Sorède og mod vest Villelongue-dels-Monts og Montesquieu-des-Albères. Nærmeste større by er Perpignan (23 km), medens afstanden til Middelhavet er 12 km. Mod syd grænser kommunen op til Spanien.

## Historie
Stendyssen Balma del Moro (2500 fvt) bevidner at kommunen har været beboet siden stenalderen. Laroque nævnes første gang i det 9. århundrede under navnet Roca Frusindi efter ejeren Frusindus. I det 11. århundrede byggede den lokale seigneur et slot, hvor Laroque ligger nu. På det tidspunkt var den nuværende kommunes område delt i 5 landsogne: Roca-Vella, Tanya, Alamanys, Galicie og Laroque. 4 af disse blev forenet under slottet mellem det 12. og 14. århundrede. Landsbyen Laroque voksede herefter op inden for slottets ringmure. Det var på dette slot at den franske konge Filip 3. mødte kongen af Mallorca før det Aragonske Korstog.
Efter Pyrenæerfreden i 1659 voksede byen uden for ringmurene.

## Demografi

### Udvikling i folketal
| 1962                                                              | 1968 | 1975 | 1982  | 1990  | 1999  | 2007  | 2011  | 2017  |
| ----------------------------------------------------------------- | ---- | ---- | ----- | ----- | ----- | ----- | ----- | ----- |
| 853                                                               | 831  | 984  | 1.126 | 1.508 | 1.909 | 1.968 | 2.128 | 2.112 |
| Tal fra og med 1962 er uden dobbelttælling (sans doubles comptes) |      |      |       |       |       |       |       |       |